# 181298 Ladányi
(181298) Ladányi, denumire internațională (181298) Ladanyi, este un asteroid din centura principală de asteroizi.

## Descriere
181298 Ladányi este un asteroid din centura principală de asteroizi. A fost descoperit pe 17 august 2006 la Piszkesteto de Krisztián Sárneczky. Asteroidul prezintă o orbită caracterizată de o semiaxă mare de 3,03 ua, o excentricitate de 0,13 și o înclinație de 16,8° în raport cu ecliptica.